# Seda

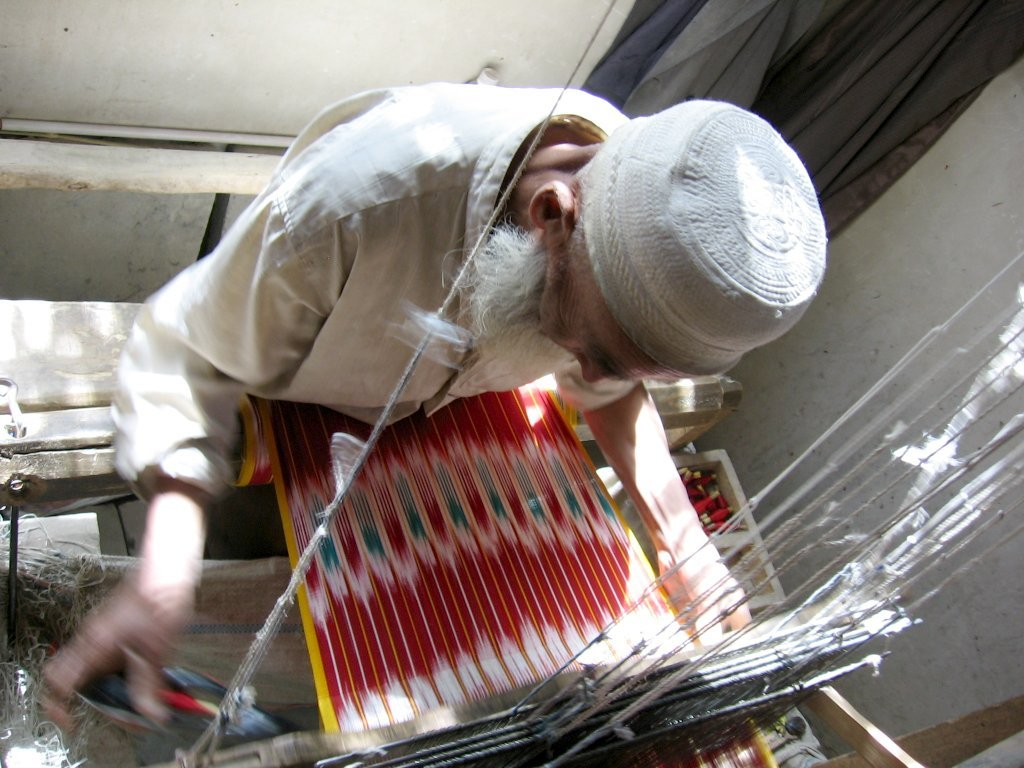
Fábrica tradicional de seda, en Jotán, República Popular China.

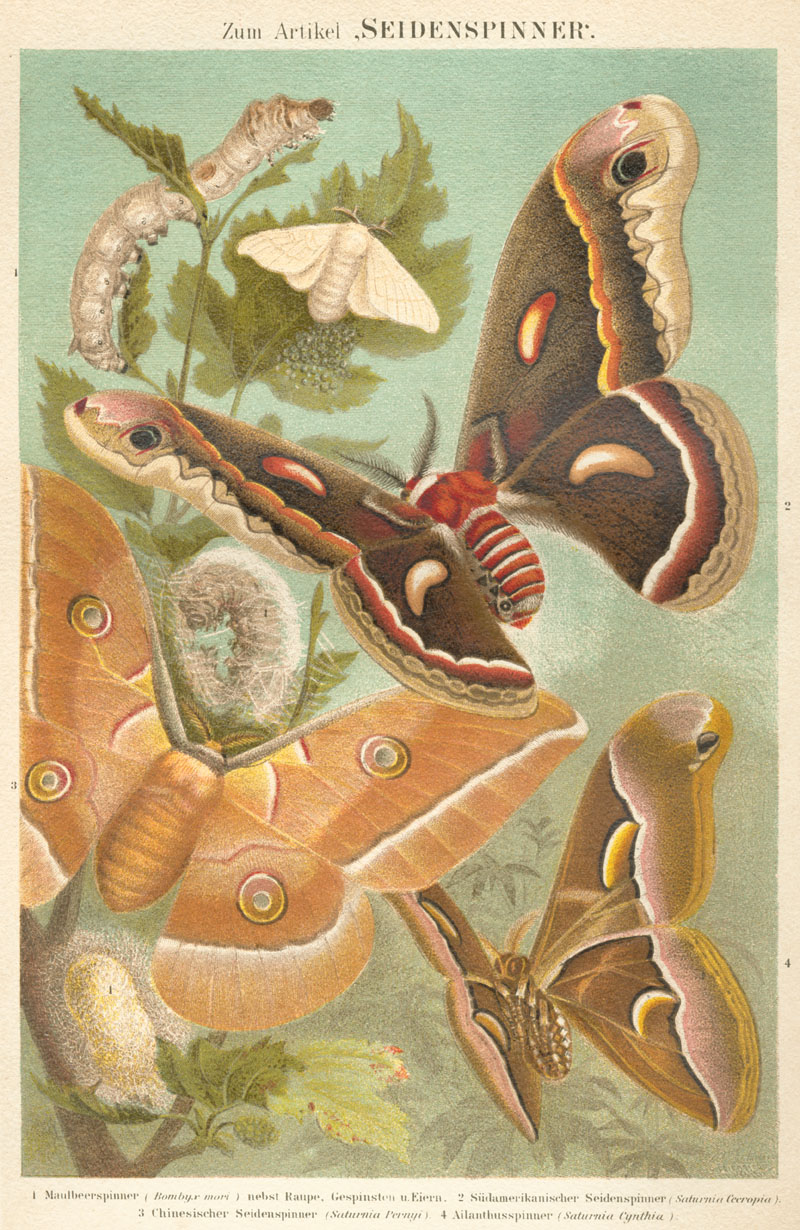
Cuatro de los más importantes gusanos de seda domesticados, Meyers Konversations-Lexikon (1885-1892).

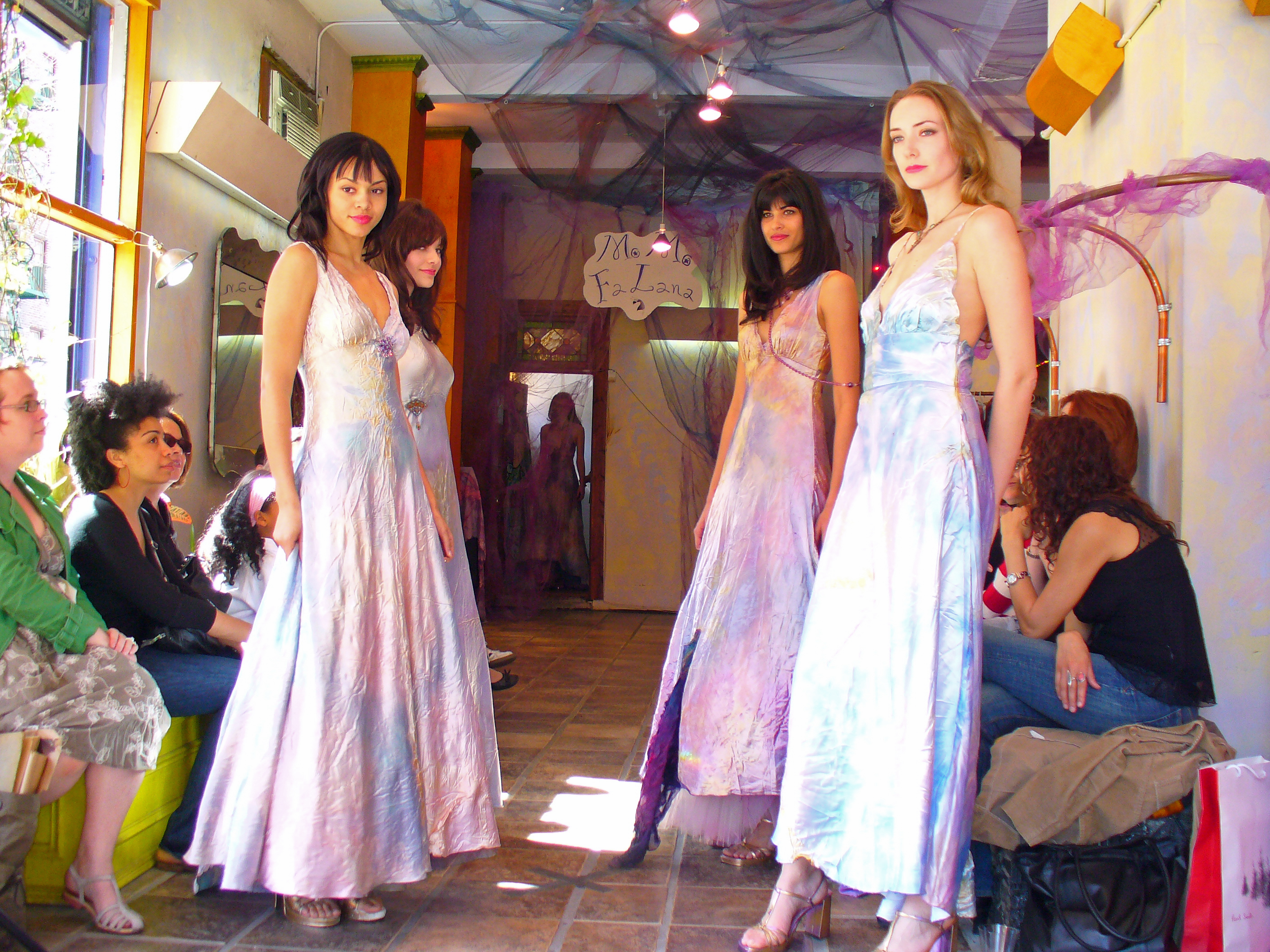
Vestidos de seda

El hilo de seda es una fibra natural formada por proteínas, producidas por diversos gusanos al tejer capullos dentro de los cuales sus cuerpos se metamorfosean en polillas. 
La seda procede de un líquido viscoso segregado por ciertas glándulas de algunos artrópodos, como las orugas y las arañas, que sale del cuerpo por orificios muy pequeños y se solidifica en contacto con el aire formando hilos finísimos y flexibles.
También se conoce como seda a la amplia variedad de tejidos fabricados con esta fibra.
Aunque es producida por varios grupos de animales artrópodos, como las arañas y varios tipos de insectos, en la actualidad solo la seda producida por las larvas de la mariposa Bombyx mori — el «gusano de seda»— se emplea en la fabricación industrial textil. Ha habido algunas investigaciones en búsqueda de otros tipos de sedas con distintas propiedades, que se diferencian a nivel molecular. En general las sedas son producidas principalmente por las larvas de insectos antes de que estas completen su metamorfosis, pero también hay casos de sedas producidas por ejemplares adultos.
La secreción de seda es especialmente común en los artrópodos del orden Hymenoptera (abejas, avispas y hormigas), y a veces se utiliza en la construcción de nidos. Otros artrópodos también producen seda, en particular diversos arácnidos, como las arañas.
Existen varios artrópodos que producen seda, entre los que se pueden citar:
- Arañas.
- Larvas de frigáneas.
- Embiópteras.

## Historia

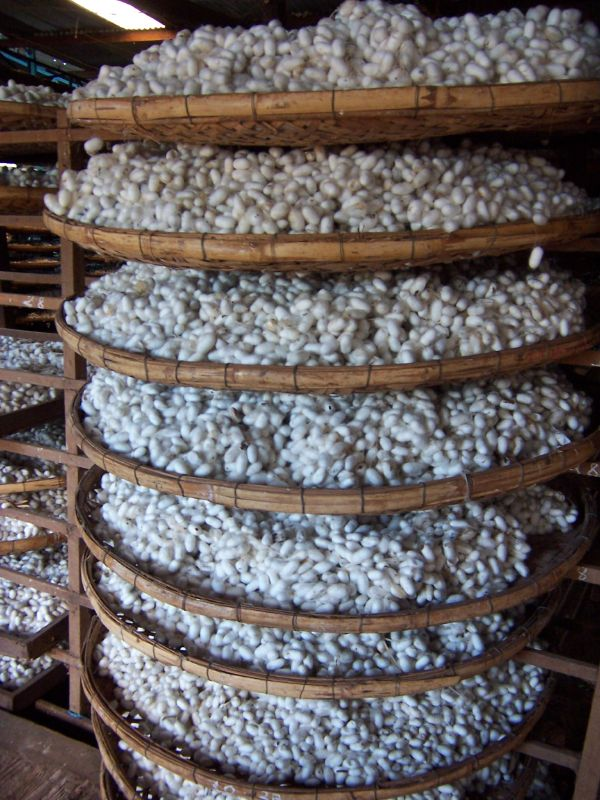
Capullos de gusano de seda en Vietnam.

Los tejidos de seda fueron elaborados por primera vez en la antigua China; algunos indicios apuntan a que se fabricaron ya alrededor del año 3000 a. C., aunque hay evidencias más firmes de que la seda se usaba más ampliamente hacia el año 1300 a. C. La leyenda dice que ya para entonces la Emperatriz de China Xi Ling-Shi (Hsi-Ling-Shih, Lei-tzu) usaba vestidos de seda. Al principio la seda era un tejido reservado exclusivamente a los miembros de la familia imperial china, tanto para su propio uso como para ser regalado. Pero con el tiempo, dado su cada vez mayor uso a través de la cultura china acabó extendiéndose su producción, tanto geográfica como socialmente, hasta otras zonas de Asia.
La seda se convirtió rápidamente en un producto de lujo muy apreciado por los comerciantes, debido a su textura y brillo, además de ser un producto muy accesible y cómodo de transportar. Por ello, este producto llegó a tener una fuerte demanda, convirtiéndose en un elemento básico del comercio internacional preindustrial.
En el año 2007 unos arqueólogos descubrieron en una tumba en la provincia de Jiangxi restos de un vestido, cuyas fibras de seda estaban estrechamente tejidas y teñidas, fechada alrededor de la época de la dinastía Zhou del Este, con una antigüedad de unos 2500 años. Aunque los historiadores sospechan que la formación de la industria textil china relacionada con la seda fue un proceso largo, se sabe de la búsqueda de la manera de poder emplear los tejidos de seda mediante "técnicas complicadas" con las que se trataba el tejido y se teñía. Tales pruebas concretas y directas se encontraron antes de que se descubriera la excavación de Mawangdui y otras sedas que datan de la época de la dinastía Han (202 a. C.-220 d. C.).
La primera prueba del comercio internacional de la seda fue el hallazgo de una fibra de seda en el pelo de una momia egipcia de la 21ª dinastía, alrededor del año 1070 a. C. En última instancia, el comercio de la seda alcanzó lugares tan lejanos como el Subcontinente Indio, Oriente Medio, Europa y el norte de África. Este comercio estaba tan extendido que el conjunto de las principales rutas comerciales entre Europa y Asia se le llegó a conocer como la Ruta de la Seda.
Los emperadores de China se esforzaron por mantener en secreto el conocimiento de la sericicultura para conservar el monopolio de su país. Aun así, la sericicultura llegó a Corea alrededor del año 200 a. C., alrededor del primer siglo después de Cristo ya había llegado a la antigua Khotan y por el año 300 d. C. la producción de seda estaba prácticamente establecida en la India.

### Tailandia

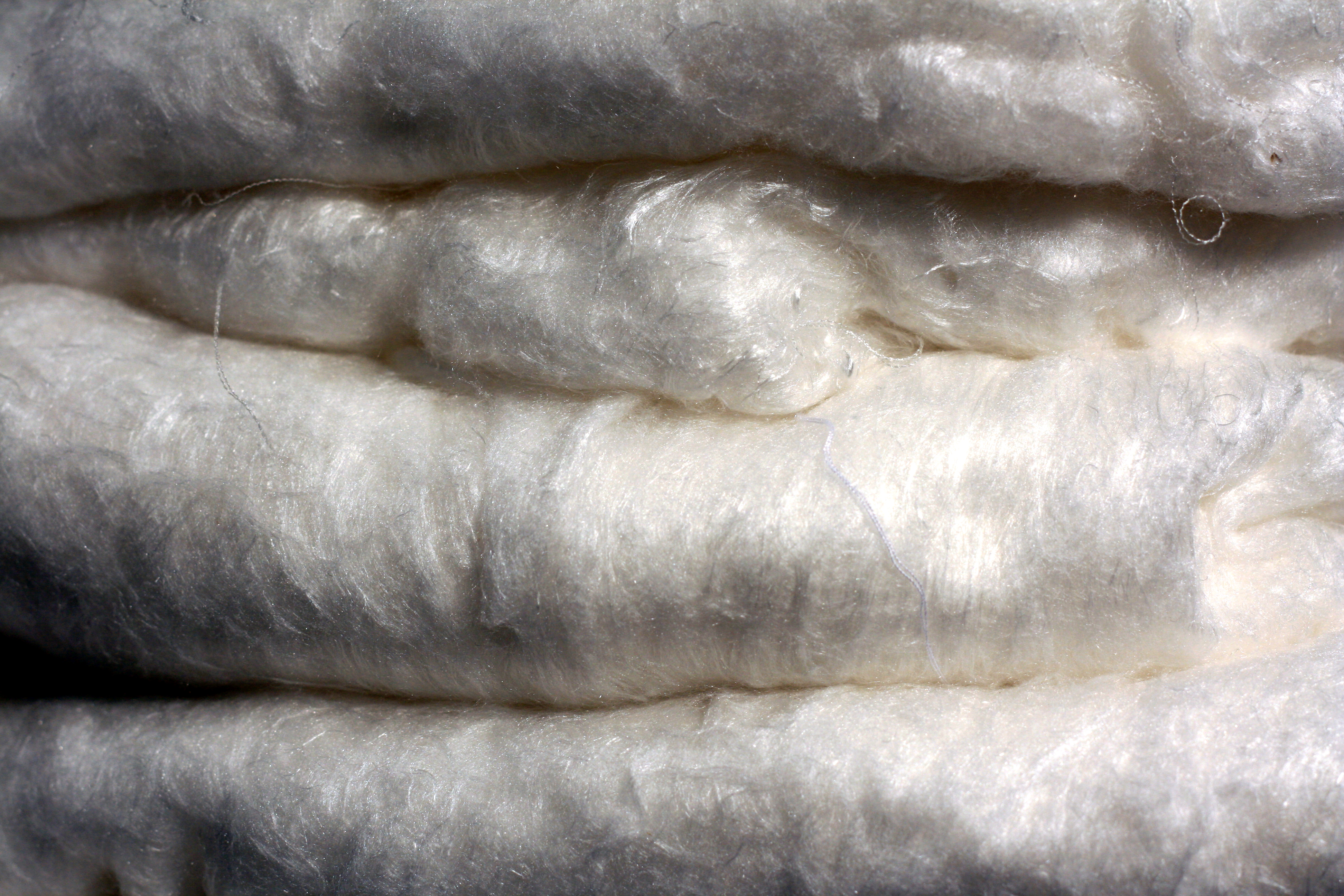
Seda blanca.

La seda se produce en Tailandia en unas condiciones climáticas favorables gracias a dos tipos de gusanos de seda: los Bombycidae silvestres y los domesticados por aldeanos cuya ocupación principal es cultivar los campos de arroz, en las zonas central y noroeste del país. Las mujeres tradicionalmente tejen la seda en telares manuales, transmitiendo la tradición a sus hijas, de modo que aquellas que se desempeñan mejor en esa labor demuestran así su madurez y elegibilidad para el matrimonio.

### India

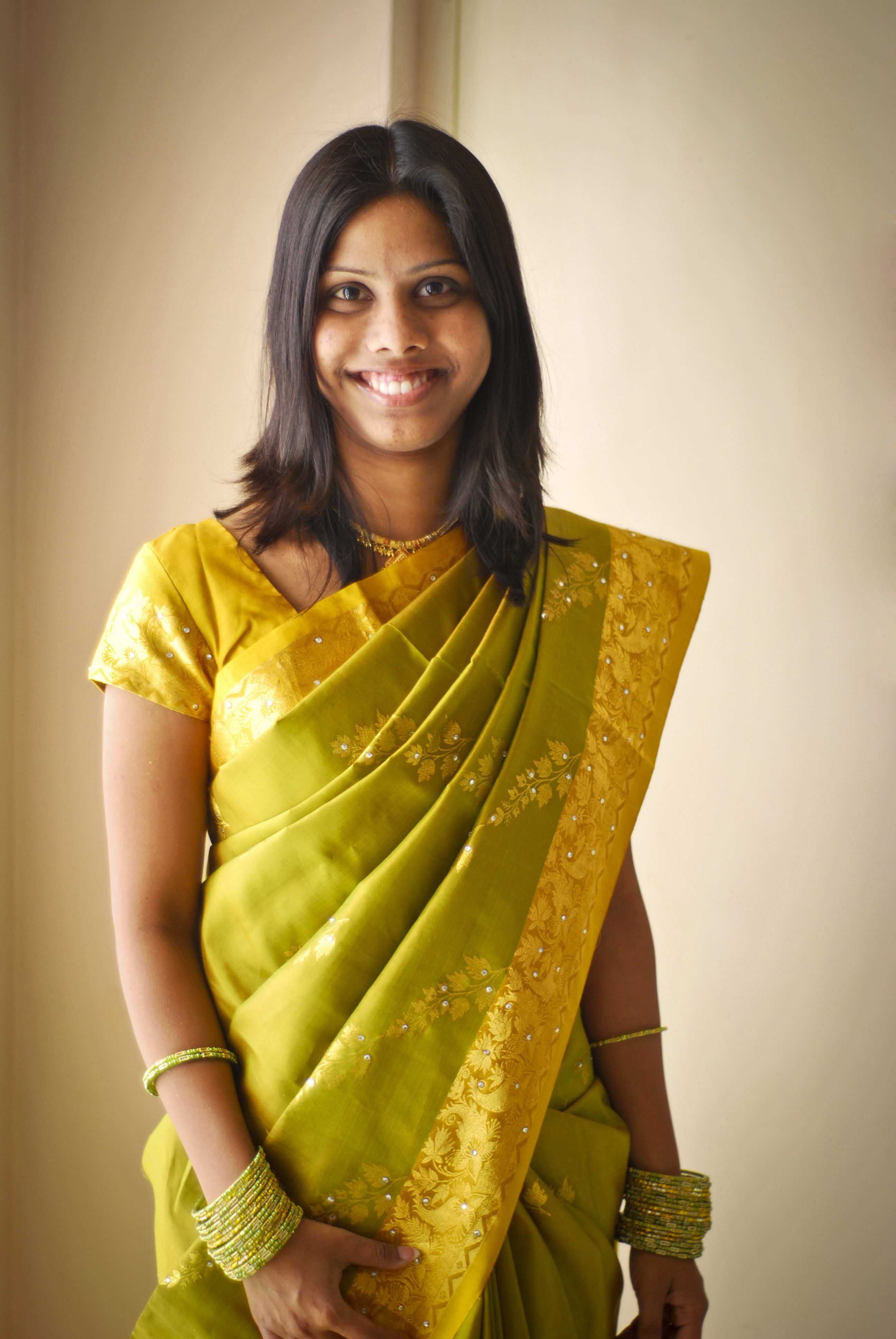
Joven con sari.

La seda, conocida  como Pattu o Reshmi en las regiones del sur de la India y como Resham en hindi y urdu (desde el persa), tiene una amplia historia en ese país y aún hoy en día se produce a gran escala. Históricamente la seda venía empleándose por parte de las clases más altas, mientras que el algodón quedaba reservado para las clases bajas.
Hoy en día la seda es principalmente usada en Bhoodhan Pochampally, también conocida como la «Ciudad de la Seda», Kanchipuram, Dharmavaram, Mysore, en el sur de la India y Banarasi en el norte para manufacturar ropa y saris. La «seda de Murshidabad», famosa desde tiempos antiguos se produce principalmente en la ciudad de Malda y el distrito de Murshidabad, en Bengala Occidental y en Birbhum, donde aún se producen tejidos en telares de mano. Otro lugar famoso por la producción de seda es Bhagalpur. La seda de Kanchi es particularmente conocida por sus diseños clásicos y su perdurable calidad.
La seda es tradicionalmente tejida a mano y teñida; por lo general también tiene hilos de plata tejidos en la tela. La mayor parte de esta seda se usa para hacer saris. Los saris de seda son bastante caros y de colores muy llamativos. Las prendas de vestir elaboradas con seda forman parte del vestuario general para bodas y otras celebraciones en la India.
En el estado nororiental de Assam, se producen tres tipos diferentes de seda, llamadas colectivamente «seda Assam»: Muga, Eri y Pat. Muga, la seda de oro, y Eri son producidas por gusanos de seda que sólo son nativos de Assam. El patrimonio de la crianza de la seda y el tejido son muy antiguos y continúa en la actualidad sobre todo con la producción de Muga y Pat Riha y Mekhela Chador, las tres piezas saris de seda tejida con los motivos tradicionales. Los saris de seda de Mysore, son muy conocidos por su suave textura, que perdura muchos años si se mantienen cuidadosamente.

### Mediterráneo

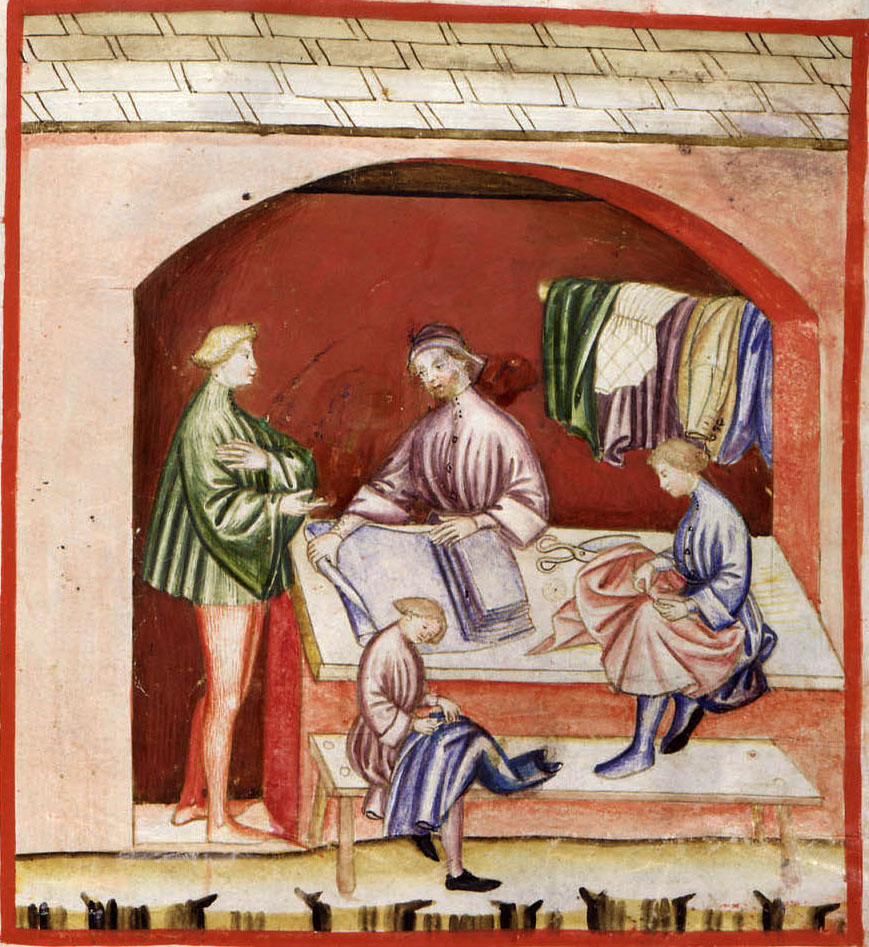
Usos de la seda, tacuinum sanitatis casanatensis.

En la Odisea de Homero, 19.233, se menciona que Odiseo vestía una camisa "brillante como la piel de una cebolla seca" (varía de acuerdo con las traducciones). Algunos investigadores sugieren que la camisa era de seda. El Imperio Romano conocía la existencia de la seda y de hecho comerció con ella. Durante el reinado del emperador Tiberio se aprobaron las leyes de la suntuosidad, las cuales prohibían utilizar vestidos de seda, pero se mostraron bastante ineficaces.
A pesar de la popularidad de la seda, el secreto de su elaboración solo llegó a Europa alrededor del año 550 d. C., a través del Imperio bizantino. Cuenta la leyenda que unos monjes que trabajaban para el emperador Justiniano I consiguieron de contrabando huevos de gusanos de seda procedentes de China, ocultándolos con destreza en cañas de bambú. Mientras se encontraban en China, los monjes observaron el proceso de elaboración de la seda de los chinos. Por desgracia para los europeos, los bizantinos mantuvieron este secreto, compartido con los chinos, proporcionándoles de hecho el monopolio de su producción en Europa. Todos los tejidos que se producían eran de alta calidad elaborados por tejedores en telares manuales que se encontraban en el interior del complejo del Palacio de Constantinopla. La tela producida se utilizaba en la elaboración de las túnicas imperiales y como regalo a dignatarios extranjeros; el resto se vendía a precios muy elevados.

### Mundo islámico

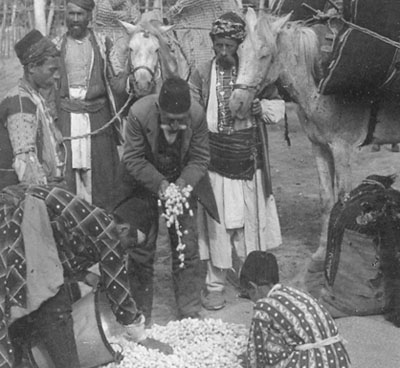
Comercio de gusanos de seda en Antioquía.

En las enseñanzas islámicas, los hombres musulmanes tenían prohibido usar la seda. Muchos juristas religiosos creen que el razonamiento en el que se basaba esta prohibición residía en evitar que las prendas de vestir para hombres pudieran ser consideradas como femeninas o extravagantes. A pesar de los mandamientos judiciales contra la seda para los hombres, la seda ha mantenido su popularidad en el mundo islámico debido a la posibilidad de uso en las ropas femeninas. Los musulmanes introdujeron la seda en la península ibérica tras su conquista.

### Europa medieval y moderna
Los comerciantes venecianos comerciaron frecuentemente con seda y esto alentó a los productores a asentarse en Italia. En el siglo XIII la seda italiana era una importante fuente de comercio. Desde ese período, la seda producida en la provincia de Como ha sido considerada la más valiosa del mundo. La riqueza de Florencia fue en gran medida construida sobre tejidos basados en lana y seda, y otras ciudades como Lucca también se enriquecieron con su comercio.
La seda italiana era tan popular en Europa que Francisco I de Francia invitó a los productores de seda italianos a Francia para crear una industria de la seda francesa, sobre todo en Lyon. El éxodo de grandes masas de población (especialmente de hugonotes) durante los períodos de disputas religiosas dañó gravemente la industria francesa, provocando el cierre de muchas fábricas, especialmente de diferentes industrias textiles, incluidas las de seda, que acabaron por trasladarse a otros países.
En España, entre los siglos XV y XVIII, Valencia produjo algunas de las mejores sedas y terciopelos de Europa. Testimonios de aquella industria son la Lonja de la Seda, el Colegio del Arte Mayor de la Seda, el barrio de Velluters y la indumentaria tradicional valenciana. 
En el caso de Inglaterra, Jaime I trató de establecer una producción de seda en Inglaterra mediante la compra y la plantación de 100.000 árboles de morera, algunos en terrenos adyacentes al Palacio de Hampton Court, pero estos resultaron ser de una especie no apta para los gusanos de seda, y el intento fracasó. Las empresas británicas también establecieron industrias de seda en Chipre en 1928. En Inglaterra, a mediados de siglo XX, la seda se producía en Lullingstone Castle en Kent. Los gusanos de seda fueron criados y mantenidos bajo la dirección de la señora Zoe Hart Dyke. La producción a escala industrial comenzó en otro lugar más tarde. 
En Italia, la Stazione Bacologica Sperimentale fue fundada en Padua en 1871 y sus investigaciones se dedicaron a la sericicultura. A fines del siglo XIX, China, Japón e Italia eran los principales productores de seda. Las ciudades más importantes en la producción de seda de Italia fueron Como y Meldola (Forlì). En la época medieval, era común que la seda se usara para hacer fundas para los plátanos y otras frutas. La seda era bastante cara en la Europa medieval, así que este tejido solo estaba al alcance de las clases más pudientes. Comerciantes como el italiano Giovanni Arnolfini se hicieron bastante ricos gracias al comercio de la seda con los países del norte de Europa.

### Norteamérica
Jaime I de Inglaterra introdujo el cultivo de la seda en las colonias americanas en torno al año 1619, supuestamente para desalentar la plantación de tabaco. Solo los líderes de Kentucky adoptaron el cultivo. En el año 1800 un nuevo intento en la industria de la seda se inició en Europa con trabajadores nacidos en Paterson, Nueva Jersey y la ciudad se convirtió en un importante centro de producción de seda dentro de EE. UU., aunque las importaciones japonesas fueron aún más importantes.
La Segunda Guerra Mundial interrumpió el comercio de seda en Japón. Los precios de la seda aumentaron de manera espectacular. EE. UU. y la industria textil comenzaron a buscar sustitutos, lo que condujo a la utilización de materiales sintéticos como el nailon. Sedas artificiales (como lyocell) también han sido fabricadas a partir de fibra artificial de celulosa y, a menudo, es difícil distinguirlas de la seda real.

## Propiedades

### Propiedades físicas
La fibra de seda tiene una sección transversal triangular con esquinas redondeadas. Esto refleja la luz a diferentes ángulos, dando a la seda un brillo natural. Tiene una textura suave y lisa, no resbaladiza, a diferencia de las fibras sintéticas. Su denier es de 4,5 g / d cuando está seca y de 2,8-4,0 g / d cuando está mojada.
La seda es una de las fibras naturales más resistentes, pero pierde hasta el 20 % de su resistencia cuando está húmeda. Tiene buena capacidad para recuperarse de la humedad, de alrededor de un 11 %. Su elasticidad es de moderada a pobre: si se estira más allá de un cierto límite de fuerza, tarda un tiempo en recuperar su forma previa. Además es un tejido sensible a la luz solar, pudiéndose debilitar su estructura si se expone mucho al sol. También es especialmente vulnerable a la acción de los insectos, como las polillas si está sucia. La seda es un conductor pobre de la electricidad, por lo que puede acumular cargas estáticas.
Una gasa de seda sin lavar puede encogerse hasta un 8% del tamaño total debido a una relajación de su macro-estructura. Por lo tanto la seda debería ser pre-lavada antes de elaborar piezas de ropa o bien limpiarse en seco. La limpieza en seco puede reducir el volumen de la gasa hasta un 4 %. En ocasiones, esta reducción puede ser revertida mediante la aplicación de un suave vapor con una rueda de prensa de tela.
Algunas prendas de vestir —como el kimono japonés, el sari indio y el hanbok coreano— tienen algo en común: casi siempre están hechas de seda. Considerada la reina de las fibras, la seda ha cautivado con su elegancia a personas de todo el mundo, desde miembros de la realeza de tiempos antiguos hasta plebeyos.

### Propiedades químicas
La seda está compuesta de varias hebras de una proteína, la fibroína, constituida por la unión de los aminoácidos glicina, alanina y serina con la estructura GLY-SER-GLY-ALA-GLY y forma beta-láminas. El entrelazamiento de las cadenas de hidrógeno se forma mientras la cara cadenas se encuentra por encima y por debajo del plano de la cadena de hidrógeno.
La alta proporción de glicina, uno de los aminoácidos de molécula más reducida, permite un empacado firme gracias al cual las fibras se hacen fuertes y resistentes al estiramiento. La resistencia a la tensión es debida a los enlaces covalentes peptídicos. Dado que la proteína toma la forma de una Beta-lámina, cuando el tejido se estira la fuerza se transmite a estos fuertes lazos y de esta manera la fibra no se rompe.
La seda es resistente a la mayoría de los ácidos minerales pero es fácilmente soluble en ácido sulfúrico. Se vuelve amarillenta por transpiración.

## Usos
La buena absorción de la seda hace que sea cómodo de llevar ropa elaborada con este tejido en climas cálidos y en situaciones de actividad física. Su baja conductividad mantiene el aire caliente cerca de la piel durante el tiempo frío. A menudo se utiliza para elaborar prendas de vestir como camisas, blusas, vestidos formales, ropa de alta costura, negligés, pijamas, batas, y ropa interior femenina.
La elegancia de la seda, su suave lustre y hermosa caída la hacen perfecta para algunas aplicaciones de tapicería. Se usa para paredes, cortinas (si se mezcla con otra fibra), alfombras, ropa de cama y tapicerías murales.
La seda también se utilizaba para la fabricación de paracaídas hasta la aparición del nailon y el ripstop, los neumáticos de bicicleta, para rellenar los edredones y para fabricar las bolsas de pólvora de la artillería. Los primeros chalecos antibalas (actualmente de Kevlar) fueron fabricados con seda en la era de la pólvora hasta aproximadamente la Primera Guerra Mundial.
Un proceso de manufactura especial consigue hacerla adecuada como sutura quirúrgica no absorbible por el organismo. Doctores chinos la han utilizado para hacer arterias protésicas. El paño de seda también se puede utilizar como un material sobre el que escribir. La seda ha sido siempre muy apreciada, símbolo de lujo y de riqueza.

## Producción

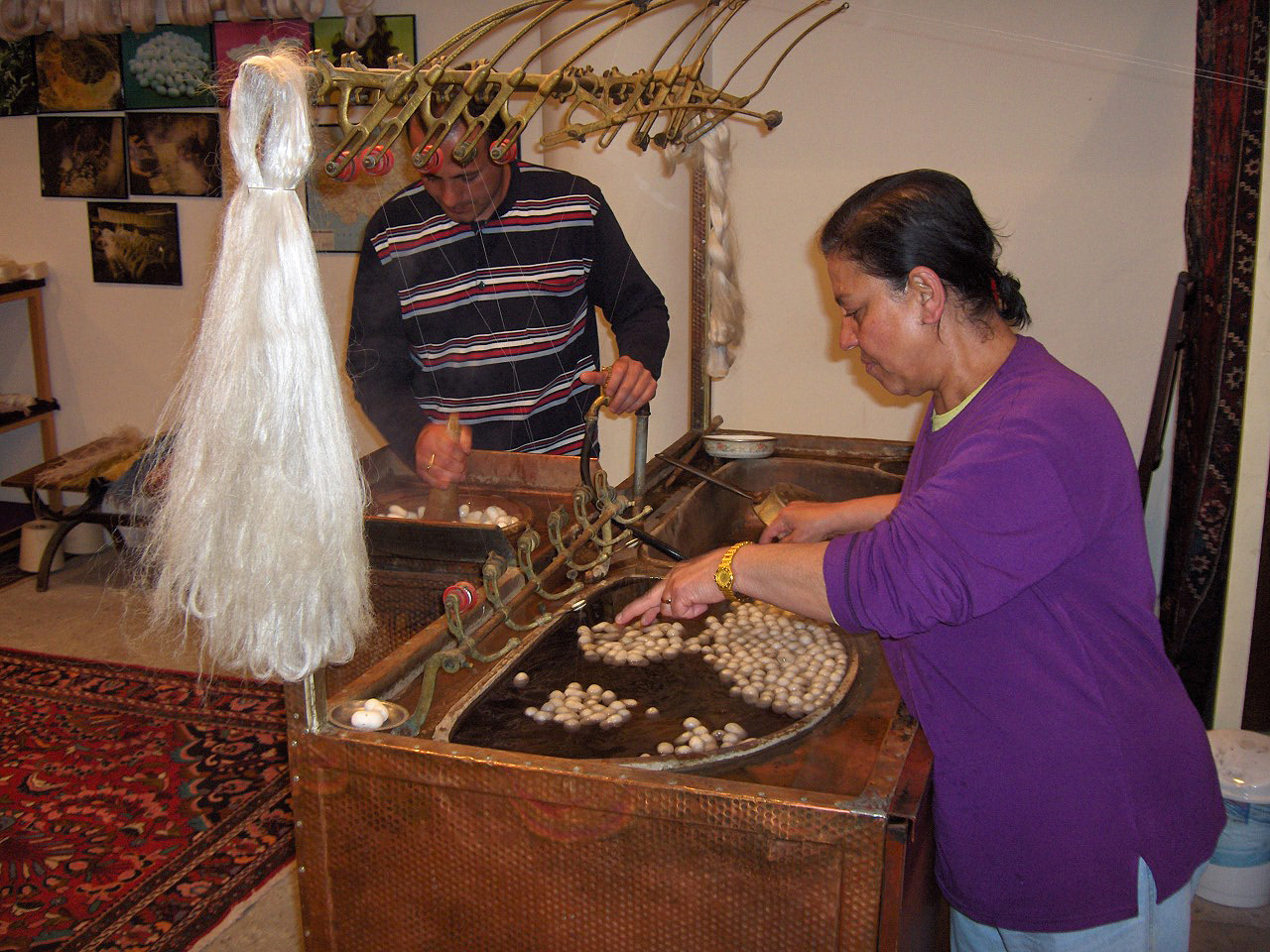
Filamentos de seda desenredados de un capullo de seda.

El conjunto de técnicas para la producción de la seda se denomina sericicultura. Más de 30 países producen seda, y los más importantes son China (54 %) e India (14 %).
| Los diez mayores productores — 2005 | Los diez mayores productores — 2005 | Los diez mayores productores — 2005 | Los diez mayores productores — 2005 | Los diez mayores productores — 2005 |
| País | Producción (Int $1000)              | Pie de nota                         | Producción (MT)                     | Pie de nota                         |
| --- | ----------------------------------- | ----------------------------------- | ----------------------------------- | ----------------------------------- |
| China | 978.013                             | C                                   | 290.003                             | F                                   |
| India | 259.679                             | C                                   | 77.000                              | F                                   |
| Uzbekistán | 57.332                              | C                                   | 17.000                              | F                                   |
| Brasil | 37.097                              | C                                   | 11.000                              | F                                   |
| Irán | 20.235                              | C                                   | 6000                                | F                                   |
| Tailandia | 16.862                              | C                                   | 5000                                | F                                   |
| Vietnam | 10.117                              | C                                   | 3000                                | F                                   |
| Corea del Sur | 5059                                | C                                   | 1500                                | F                                   |
| Rumania | 3372                                | C                                   | 1000                                | F                                   |
| Japón | 2023                                | C                                   | 600                                 | F                                   |
| Sin símbolo = Cifra oficial, F = estimado por la FAO, ate, * = Cifra no oficial, C = Cifra calculada; La producción en Int $1000 ha sido calculada basada en los precios internacionales del período 1999-2001 Fuente: Food And Agricultural Organization of United Nations: Economic And Social Department: The Statistical Devision |                                     |                                     |                                     |                                     |

### Obtención de las fibras
Para empezar, los gusanos de seda ponen sus huevos en un papel especialmente preparado. Los huevos eclosionan y las orugas (gusanos de seda) son alimentadas con hojas frescas de morera. Después de unos 35 días y 4 mudas de piel las orugas son 10 000 veces más pesadas que cuando nacieron y ya son capaces de comenzar a hilar un capullo.
Un marco de caña se coloca sobre la bandeja con las orugas y cada una empieza a hilar un capullo moviendo su cabeza en un movimiento patrón en forma de 8. Dos glándulas producen la seda líquida y la fuerzan a salir a través de unas aberturas en la cabeza llamadas espinerettes.
La seda líquida está recubierta con sericina, una goma protectora soluble en agua, que se solidifica en contacto con el aire. Durante los siguientes dos o tres días la oruga hace girar alrededor de un millar de filamentos sobre sí misma y queda completamente encerrada dentro del capullo. La mayoría de las orugas son cocidas en agua hirviendo y retiradas cuidadosamente de su capullo; a algunas se les permite metamorfosearse en polillas para criar así a la próxima generación de orugas.

### Hilado de las fibras

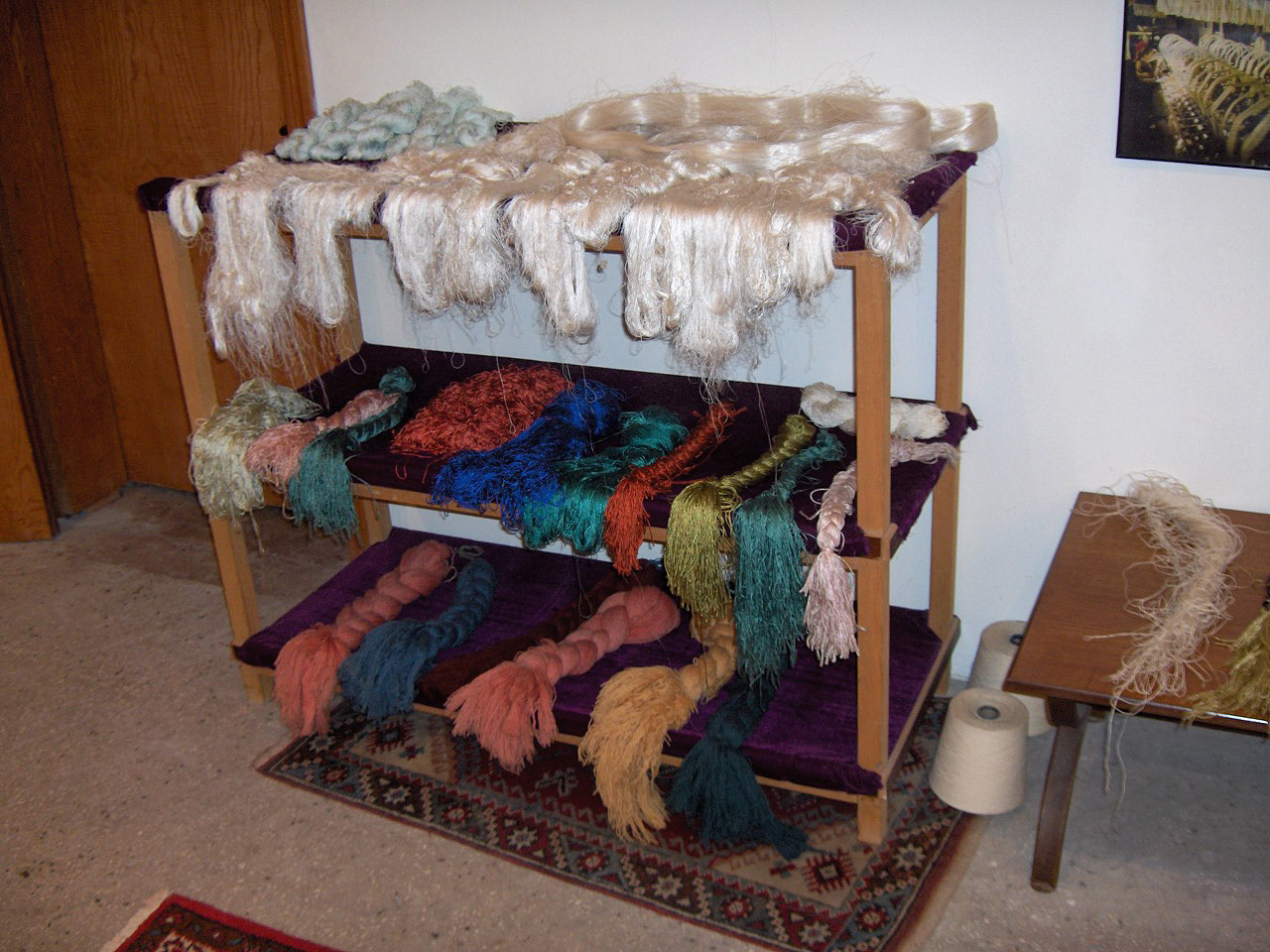
Filamentos de seda después del teñido.

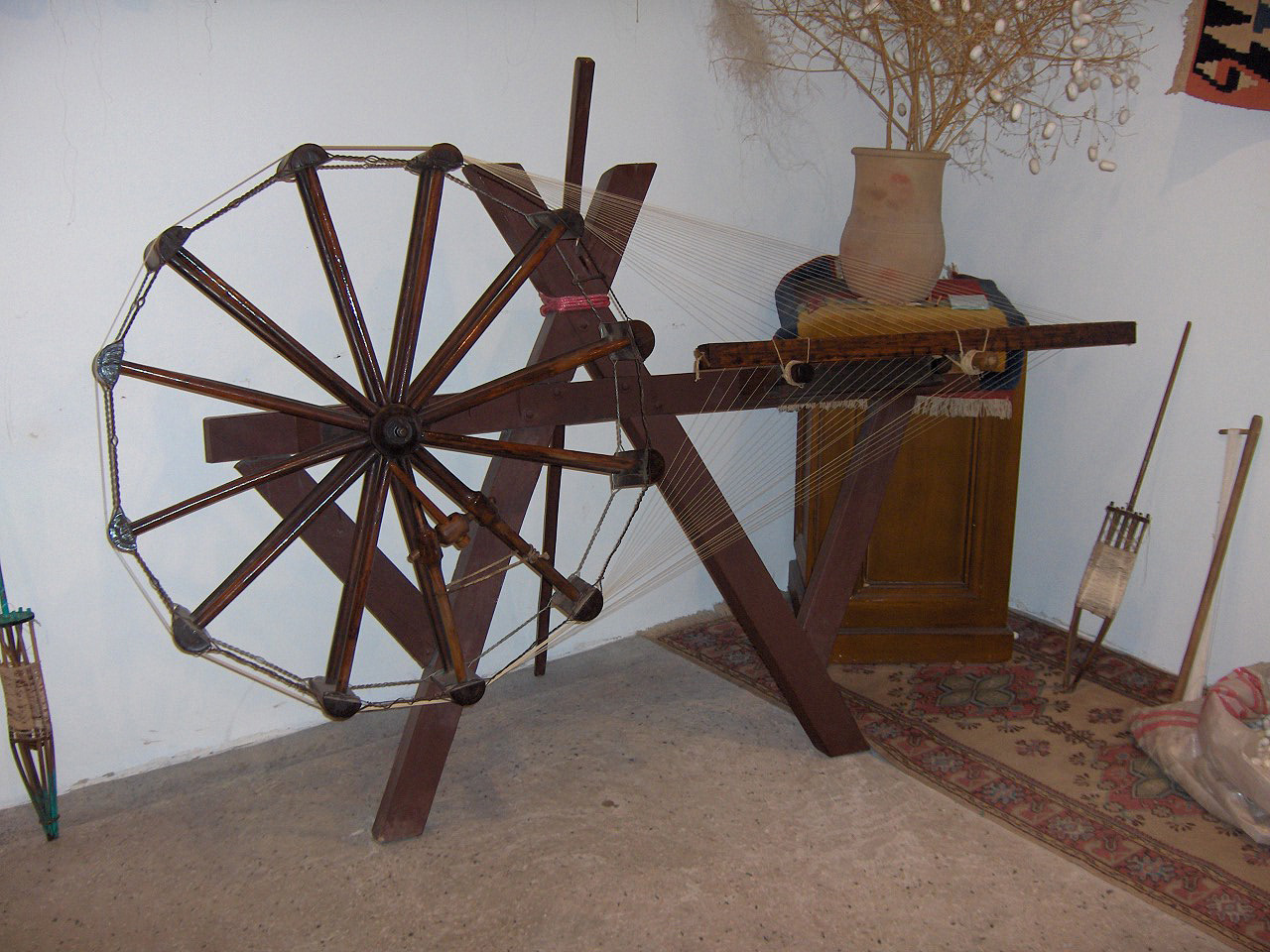
Enrollado de la seda en una rueda.

Los capullos ahogados son clasificados por el tamaño de la fibra, su calidad y sus defectos y luego se cepillan para encontrar los filamentos. Varios filamentos se reúnen y se ovillan sobre una rueda (enrollado). Cada capullo produce aproximadamente 1500 metros de fibra, conocida como fibra de seda en bruto. Varios filamentos se combinan para formar un hilo. Como las fibras se combinan y envuelven en la bobina pueden ser enrolladas para mantenerlas juntas. A este proceso se le llama "estirado" y la fibra resultante recibe el nombre de "hilo estirado".
El tipo de hilo y la cantidad de rotación se refieren al tejido producido. El tipo de hilo enrollado más fino se conoce como "único", donde ocho filamentos son enrollados juntos. Los hilos únicos pueden ser de dos o tres giros por pulgada y se utilizan para rellenar los hilos en las fábricas de seda.
Las «borras de seda» (desperdicios de seda) se producen a partir de las porciones interiores de los capullos. Estos son desgomados (la sericina es neutralizada) e hilados igual que cualquier otra fibra básica. O también puede ser mezclada con otro tipo de fibra básica y ser hilada en un hilo.
La producción de «seda salvaje» no está controlada. Los capullos se recogen una vez que las polillas han salido de estos, por lo que suelen quedar destrozados y la seda recogida suele ser de peor calidad. La fibra no puede ser enrollada y tiene que ser hilada a conciencia. Los tipos de seda salvaje incluyen la seda Tussah (más común), la Dupioni y finalmente, la Momme.

## Derechos animales
Como en el proceso de obtención de la seda se introducen los capullos con las orugas dentro en agua hirviendo para ahogarlas, la sericicultura ha sido criticada a comienzos del siglo XXI por activistas de los derechos animales, especialmente desde la aparición de las sedas artificiales. Mahatma Gandhi también fue un crítico de la producción de seda basándose en la filosofía Ahimsa. Ahimsa es parte de la tri-milenaria filosofía Jaina de la India, "no dañar a cualquier criatura viviente". Esto llevó al desarrollo de una máquina de hilado de algodón que Gandhi distribuyó por su país que aún puede verse en el Instituto Gandhi. La seda Ahimsa, elaborada a partir de los capullos de especies silvestres y semi-salvajes de polillas de seda, se promueve en algunas partes del sur de India por parte de aquellos que prefieren no usar la seda producida mediante el ahogamiento de las orugas dentro de sus capullos.